# Aleksandra Cisłak-Wójcik
Aleksandra Cisłak-Wójcik – polska psycholożka, doktor habilitowana nauk społecznych w dyscyplinie psychologii. 

## Życiorys
Profesor uczelni Uniwersytetu SWPS, prorektor ds. nauki oraz wykładowca Katedry Psychologii Społecznej i Osobowości Wydziału Psychologii tejże uczelni. Specjalizuje się w psychologii społecznej i politycznej. Jest wiceprezesem Polskiego Stowarzyszenia Psychologii Społecznej. W 2009 została laureatką Nagrody Naukowej Tygodnika „Polityka”.